# 오스트리아의 군주
 오스트리아의 군주는 오스트리아 제국 성립 이전의 오스트리아 군주 목록이다.

## 오스트리아 변경백
- 빌헬름 2세(Wilhelm II), 빌헬미너 가문
- 엔켈샬크 1세(Engelschalk), 판노니아 변경백으로 겸직
- 아리보 1세(Aribo I)
- 엔켈샬크 2세(Engelschalk II)
- 아르눌프
- 리우트폴트 894 ~ 907
- 부르크하르트 960년 ~976년

### 바벤베르크 가문
| 이름              | 가문            | 지위계승년 | 퇴임년 | 비고                                           |
| ----------------- | --------------- | ---------- | ------ | ---------------------------------------------- |
| 레오폴트 1세      | 바벤베르크      | 976년      | 994년  |                                                |
| 하인리히 1세      | 바벤베르크 가문 | 994년      | 1018년 | 레오폴트 1세의 아들                            |
| 알브레히트        | 바벤베르크 가문 | 1018년     | 1055년 | 하인리히 1세의 아들                            |
| 에른스트          | 바벤베르크 가문 | 1055년     | 1075년 | 알브레히트의 아들                              |
| 레오폴트 2세      | 바벤베르크 가문 | 1075년     | 1095년 | 에른스트의 아들                                |
| 레오폴트 3세 성인 | 바벤베르크 가문 | 1095년     | 1136년 | 레오폴트 2세의 아들, 성인.                     |
| 레오폴트 4세      | 바벤베르크 가문 | 1136년     | 1141년 | 레오폴트 3세의 아들, 바이에른 공작(1139-1141). |
| 하인리히 2세      | 바벤베르크 가문 | 1141년     | 1156년 | 레오폴트 4세의 아들, 바이에른 공작.            |

## 오스트리아 공작

### 바벤베르크 가문
| 이름                        | 가문            | 작위계승년 | 퇴임년 | 비고                                                |
| --------------------------- | --------------- | ---------- | ------ | --------------------------------------------------- |
| 하인리히 2세                | 바벤베르크 가문 | 1156년     | 1177년 | 레오폴트 4세의 아들, 바이에른 공작.                 |
| 레오폴트 5세                | 바벤베르크 가문 | 1177년     | 1194년 | 하인리히 2세의 아들.                                |
| 프리드리히 1세              | 바벤베르크 가문 | 1195년     | 1198년 | 레오폴트 5세의 아들.                                |
| 레오폴트 6세                | 바벤베르크 가문 | 1198년     | 1230년 | 프리드리히 1세의 아들.                              |
| 프리드리히 2세 야조미르고트 | 바벤베르크 가문 | 1230년     | 1246년 | 레오폴트 6세의 아들, 바벤베르크 가문의 최후 통치자. |
| 공위기                      |                 | 1246년     | 1282년 | 여러 군주들이 공작위를 주장.                        |

### 합스부르크 가문
- 루돌프 2세(1282년–1283년) : 루돌프 1세의 아들, 형과 함께 오스트리아 공작
- 알브레히트 1세 (1282년–1308년) : 루돌프 1세의 아들, 루돌프 2세와 함께 오스트리아 공작; 명목상 신성로마제국황제 (1298년–1308년)
- 루돌프 3세 (1298년–1307년) : 알브레히트 1세의 맏아들
- 프리드리히 미남왕  (1308년–1330년) : 루돌프 3세의 형제. 1325년부터 신성로마제국의 루트비히 4세와 함께 신성로마제국의 공동황제였으나 사실상 제위에는 오르지 못함.
- 레오폴트 1세( 1308년–1326년).
- 알브레히트 2세 (1330년–1358년),
- 즐거운 오토 (1330년–1339년) (형 알브레히트 2세와 공동)
- 루돌프 4세 창시자 (1358년–1365년), 알브레히트 2세의 맏아들.

#### 알브레히트 계열: 오스트리아 공작
- 알브레히트 3세 (1386년-1395년).
- 알브레히트 4세 (1395년–1404년).
- 알브레히트 5세 (1404년–1439년), 신성 로마 제국 황제 (1438년–1439년)
- 라디슬라우스 포스투무스(1440년–1457년), 헝가리와 보헤미아의 왕.
- 프리드리히 5세 (1457년-1493년), 신성 로마 제국 황제
- 알브레히트 6세 (1457년-1463년).

#### 레오폴트 계열: 슈타이어마르크, 케른텐, 티롤의 공작
- 레오폴트 3세 (1386년까지)
- 빌헬름 (1386년–1406년)
- 레오폴트 4세, (1395년–1402년)

##### 레오폴트 계열의 방계 (인너 오스트리아)
- 에른스트 강철 (1406년–1424년)
- 프리드리히 5세 (1424년-1493년): 1440년 프리트리히 3세로 신성로마제국황제가 됨
- 알브레히트 6세 (1446년–1463년)

##### 레오폴트 계열의 방계 (티롤)
- 프리드리히 4세 (1402년–1439년)
- 지기스문트 (1439년–1446년)

## 오스트리아 대공

### 합스부르크 가문
- 알브레히트 6세 (1453년-1493년)
- 막시밀리안, (1493년 - 1519년), 황제
- 카를 1세, 황제이자 대공 (1519년–1556년)
- 페르디난트 1세, (1556년-1564년), 황제
- 막시밀리안 2세 (1564년-1576년), 황제
- 루돌프 (1576년-1612년), 황제
- 마티아스 (1612년-1619년), 황제
- 페르디난트 2세 (1619년-1637년), 황제
- 페르디난트 3세 (1637년-1657년), 황제
- 레오폴트 1세 (1658년-1705년), 황제
- 요제프 1세 (1705년-1711년), 황제
- 카를 2세 (1711년-1740년), 황제
- 마리아 테레지아 (1740년-1780년), 헝가리 여왕, 보헤미아 여왕, 크로아티아-슬로베니아 여왕, 파르마 여공

### 합스부르크-로트링겐
- 요제프 2세 (1780년-1790년), 황제
- 레오폴트 2세 (1790년-1792년), 황제
- 프란츠 1세 (1792년-1806년), 황제

- - 1806년 이후 오스트리아 대공위는 오스트리아 제국에 예속됨. 이후의 대공에 관해서는 오스트리아의 황제 참조.

## 같이 보기
- 오스트리아의 황제
- 합스부르크 왕가
- 오스트리아 제국
- 오스트리아 대공국
- 독일의 군주
- 신성 로마 제국 황제
- 이탈리아의 군주
- 헝가리의 군주
- 보헤미아의 군주
- 크로아티아의 군주